# Saripoca
Selenidera é um género de aves piciformes, da família Ramphastidae, que inclui seis espécies de saripocas e araçaris, nativas de zonas florestais da América do Sul tropical. 
As saripocas são aves de médio porte, com 33 a 40 cm de comprimento, semelhantes aos tucanos, mas menores. O bico é relativamente grande, colorido, forte e serrilhado, adaptado a uma limentação à base de frutos, como nos restantes ranfastídeos. O grupo apresenta forte dimorfismo sexual e a única caracterítica comum entre os sexos é o padrão e cores do bico. De uma forma geral, os machos apresentam peito e boina negra, enquanto que as fémeas têm a cabeça marron-avermelhada. A restante plumagem é muito colorida e variável de espécie para espécie, em tons que incluem verde, amarelo, azul e vários tons de vermelho. A zona em torno dos olhos é desprovida de penas e apresenta pele azul-turquesa.
Estas aves habitam zonas de vegetação densa e raramente se aventuram em terreno aberto. Têm um modo de vida solitário ou em casais.

## Taxonomia e sistemática
O gênero Selenidera possui seis espécies consideradas pertencentes ao gênero:
- Saripoca-de-bico-esverdeado, (Selenidera spectabilis)
- Saripoca-de-coleira (Selenidera reinwardtii)
- Saripoca-de-bico-castanho (Selenidera nattereri)
- Araçari-negro (Selenidera piperivora)
- Araçari-poca (Selenidera maculirostris)
- Saripoca-de-bico-amarelo, (Selenidera gouldii)